# 2020년 칼라바사스 헬리콥터 추락 사고
2020년 1월 26일 미국 캘리포니아주 오렌지군의 존 웨인 공항에서 이륙한 후 칼라바사스에서 아일랜드 익스프레스 홀딩스가 운영하는 헬리콥터 시코르스키 S-76B가 추락하는 사고가 발생하였다. 헬리콥터에는 1명의 조종사와 8명의 승객이 타고 있었다. 탑승자는 농구 선수 코비 브라이언트, 브라이언트의 13살 딸 지아나, 대학 농구 코치 존 알토벨리와 아내 케리와 딸 알리사, 초등학교 농구 코치 크리스티나 모저, 지아나의 친구 페이튼과 페이튼의 어머니 세라 체스터, 조종사 아라 조바얀으로, 전원 사망하였다.

## 같이 보기
- 아메리칸 항공 965편 추락 사고
- 중국국제항공 129편 추락 사고
- 플라이두바이 981편 추락 사고
- 폴란드 공군 Tu-154 추락 사고